# Demetrius Joyette
Demetrius Joyette (Toronto, 14 maart 1993) is een Canadese acteur vooral bekend door zijn rollen in Owning Mahowny, Kojak en in Wingin' It.

## Filmografie
| Jaar        | Titel                                          | Rol                     |
| ----------- | ---------------------------------------------- | ----------------------- |
| 2003        | Owning Mahowny                                 | Jongen                  |
| 2003        | Blizzard                                       | Bobby                   |
| 2004        | Wonderfalls                                    | Jongen                  |
| 2003-2004   | Doc                                            | Justin                  |
| 2005        | Murdoch Mysteries                              | Freddie                 |
| 2005        | The Pacifier                                   | First Junior Grizzly    |
| 2005        | Kojak                                          | Darryl Hines            |
| 2005        | Cyber Seduction: His Secret Life               | --                      |
| 2005        | Mind Me Good Now                               | --                      |
| 2005        | Darcy's Wild Life                              | Colt Brewster           |
| 2006        | Captain Flamingo                               | Rutger                  |
| 2007        | Little Mosque on the Prairie                   | Jemal Dinssa            |
| 2007        | Roxy Hunter and the Mystery of the Moody Ghost | Max                     |
| 2008-2010   | The Latest Buzz                                | Michael Theodore Davies |
| 2008        | Roxy Hunter and the Secret of the Shaman       | Max                     |
| 2008        | Roxy Hunter and the Myth of the Mermaid        | Max                     |
| 2008        | Roxy Hunter and the Horrific Halloween         | Max                     |
| 2010        | Wingin' It                                     | Porter Jackson          |
| 2012 - 2014 | Degrassi                                       | Mike Dallas             |
| 2013        | Carrie                                         | George Dawson           |